# Microgecko
Microgecko — рід геконоподібних ящірок родини геконових (Gekkonidae). Представники цього роду мешкають в Іран і Пакистані.

## Види
Рід Microgecko нараховує 8 видів:
- Microgecko chabaharensis Gholamifard, N. Rastegar-Pouyani, E. Rastegar-Pouyani, Khosravani, Yousefkhani & Oraei, 2015
- Microgecko depressus (Minton & J.A. Anderson, 1965)
- Microgecko helenae Nikolsky, 1907
- Microgecko laki Torki, 2020
- Microgecko latifi (Leviton & S.C. Anderson, 1972)
- Microgecko persicus (Nikolsky, 1903)
- Microgecko tanishpaensis Masroor, Khisroon, Khan, & Jablonski, 2020[3]
- Microgecko varaviensis Gholamifard, Rastegar-Pouyani, & Rastegar-Pouyani, 2019[4]

## Етимологія
Наукова назва роду Microgecko походить від сполучення слів  μικρος — малий і лат. gecko — гекон.